# Spilosoma howra
Spilosoma howra är en fjärilsart som beskrevs av Moore 1879. Spilosoma howra ingår i släktet Spilosoma och familjen björnspinnare. Inga underarter finns listade i Catalogue of Life.